# Allium punctum
Allium punctum — вид трав'янистих рослин родини амарилісові (Amaryllidaceae), ендемік штатів Каліфорнія, Невада, Орегон, США.

## Опис
Цибулин 1–3, від яйцюватих до субкулястих, 1–2 × 0.9–1.7 см; зовнішні оболонки містять 1 або більше цибулин, від коричневих до жовто-коричневих або сірих, перетинчасті; внутрішні оболонки білі. Листки, як правило, опадають зі стеблиною, зелені або в'януть  лише на кінчику в період цвітіння, 2; листові пластини плоскі, 9–18 см × 2–3 мм, краї цілі. Стеблина зазвичай утворює зламний шар, опадає з листям після дозрівання насіння, одиночна, прямостійна, ± сплющена, не крилата, 3–10 см × 1–2 мм. Зонтик стійкий, прямостійний, ± компактний, 6–20-квітковий, півсферичний, цибулинки невідомі. Квіти вузько дзвінчасті, 6–13 мм; листочки оцвітини прямостійні, від білих до рожевих з від вузьких до дуже широких пурпурними серединними жилками, довгасто-ланцетні, ± рівні, краї цілі, верхівки тупі. Пиляки світло-жовті; пилок жовтий. Насіннєвий покрив тьмяний. 2n = 14.
Період цвітіння: травень — червень.

## Поширення
Ендемік штатів Каліфорнія, Невада, Орегон, США.
Населяє піщані, кам’янисті або глинисті ґрунти на відкритих схилах і площинах; 1300–1600 м.